# 운두산성
운두산성(雲頭山城) 혹은 오국산성(五國山城)은 북한의 행정구역상 함경북도 회령시 유선노동자구(옛 성북리)에 있는 고구려 때의 옛 성터이다.

## 개요
함경북도 회령군 유선노동자구에서 서북쪽으로 약4km 떨어진 산마루에 있다. 두만강에 높이 솟은 운두산의 험한 산세를 이용하여 축조한 석성이다. 북한에서는 국가 지정 문화재 보존급 제476호로 지정해놓고있다. 운두산은 두만강에 면한 서쪽과 북쪽이 절벽으로 되고 동쪽과 남쪽이 산등성이로 둘러막혀 골짜기를 이루고 있어 산성 구축에 적합한 지형이다.

## 같이 보기
- 이징옥
- 이징옥의 난

## 참고 하기
- 운두산성